# جيركو 941

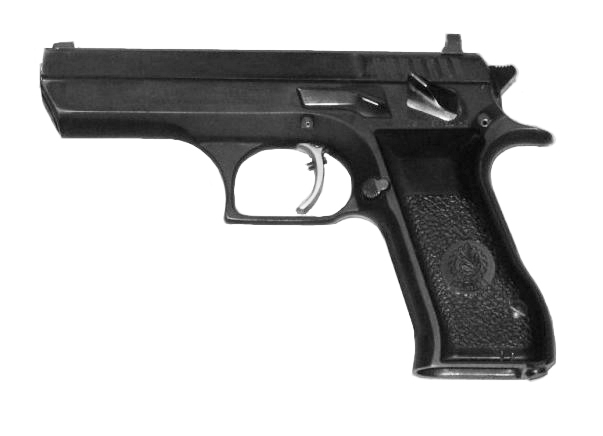
مسدس جيركو.

جيركو 941 (بالإنجليزية: Jericho 941)‏ هو مسدس خفيف الوزن، وهو صناعة إسرائيلية ، وتستخدمه الآن الشرطة الإسرائيلية والشرطة الكورية الجنوبية.
أريحا 941 هو مسدس تم تطويره خلال ثمانينات القرن العشرين بواسطة الصناعة العسكرية الإسرائيلية. وقد ساعدت في التطوير شركة "تانبوليو" الإيطالية، والتصميم النهائي للمسدس يشبه إلى حد كبير تصميم مسدسات تانبوليو، والتي هي في حد ذاتها نسخة طبق الأصل من المسدس التشيكي الشهير CZ-75.
تشير الأرقام "941" في فهرس النموذج الأصلي إلى نوعين من الذخيرة التي كانت متوفرة في البداية للمسدس: طلقة لوغر الشهيرة عيار 9 ملم (9x19)، وطلقة 41AE (عشرة ملم)، والتي طورتها في عام شركة Action Arms الأمريكية عام 1986. هذه الرصاصة، والتي هي في الأساس نفس الرصاصة 40S&W. صُمِّم الطراز "الأكثر حداثة" لاستخدامه في المسدسات عيار 9 ملم، مع الحد الأدنى من التعديلات (قناة ماسورة وزنبرك وزنبرك جديدان، ومن الممكن أيضًا عبوة رصاص جديدة).

## وصلات خارجية
- Modern Firearms: Jericho 941
- Jericho 941 Pictorial نسخة محفوظة 7 أبريل 2011 على موقع واي باك مشين.